# Nonnula amaurocephala
La monjilla cabeciparda, macurú de cabeza roja o macurú cabecirrojo (Nonnula amaurocephala) es una especie de ave piciforme de la familia Bucconidae endémica de Brasil.

## Hábitat
Su hábitat natural son las selvas inundables y las zonas pantanosas.